# 豆齿龙属
豆齒龍（屬名：Cyamodus）又名海豆蜥，是種楯齒龍類，化石是在19世紀早期到中期發現於德國，由克莉斯汀·艾瑞克·赫爾曼·汪邁爾在1863年命名。化石年代在三疊紀的安尼西階到拉丁尼階時期。豆齒龍身長約1.3公尺（4呎）。

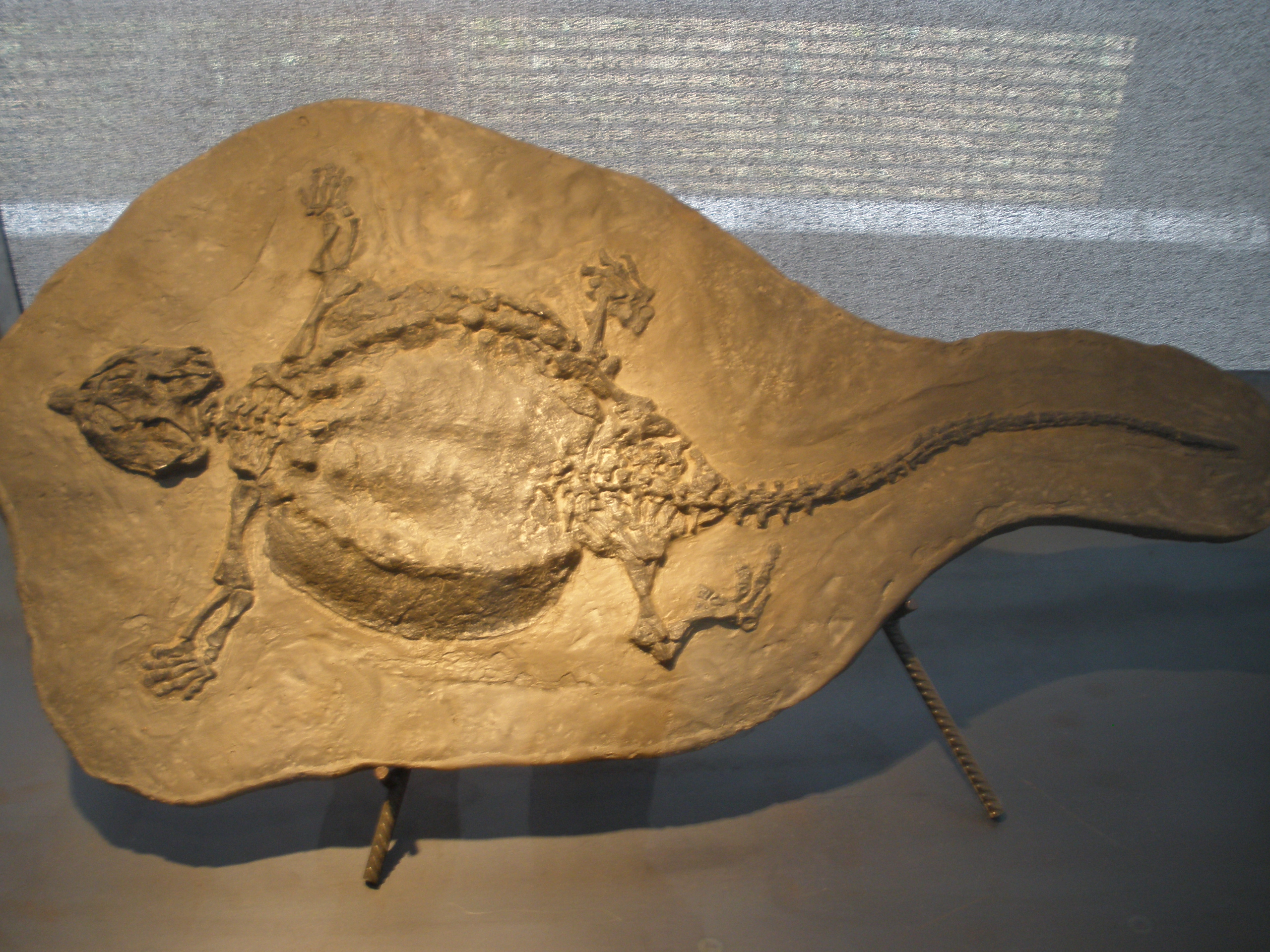
豆齒龍的化石

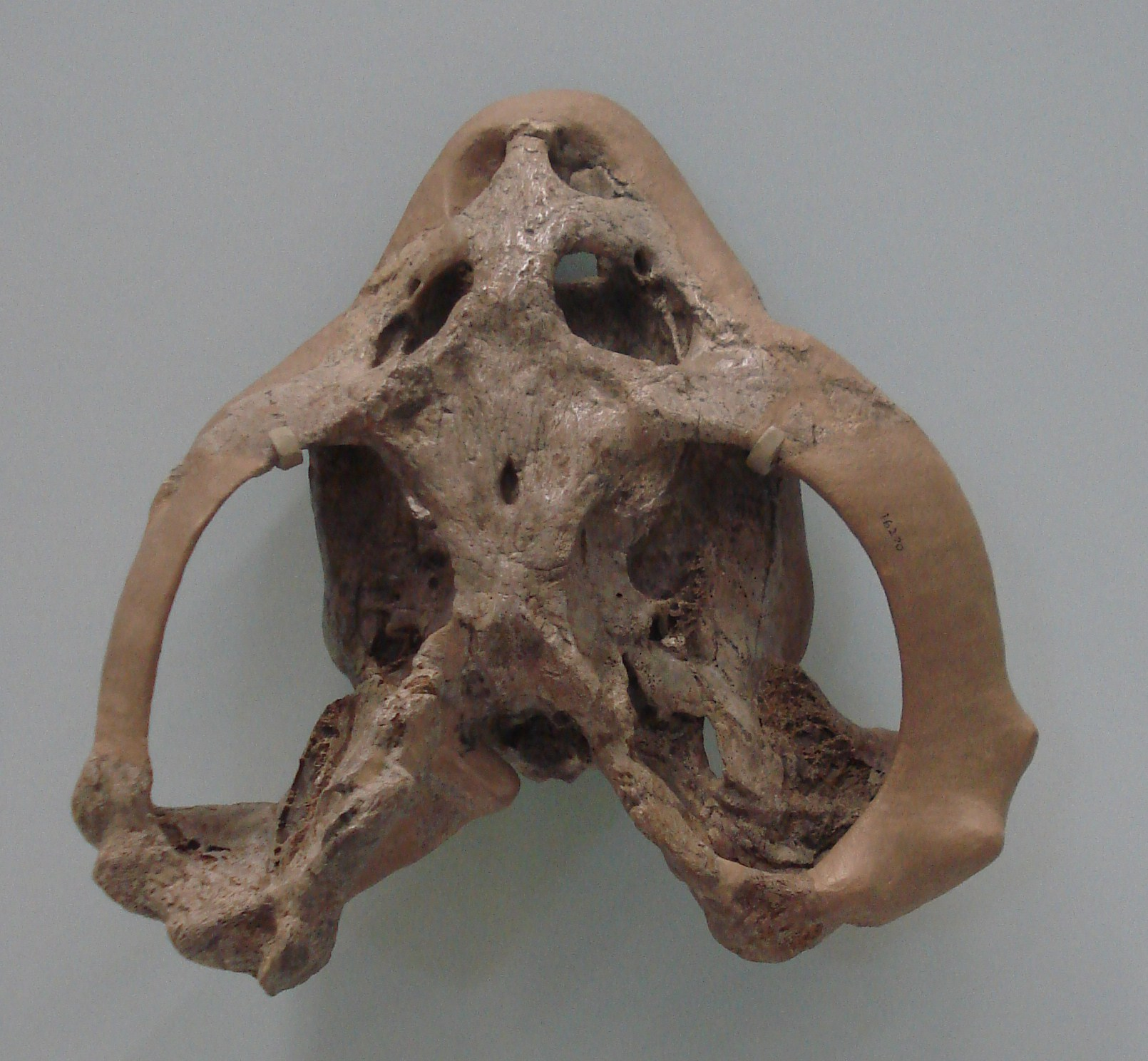
C. rostratus的頭顱骨

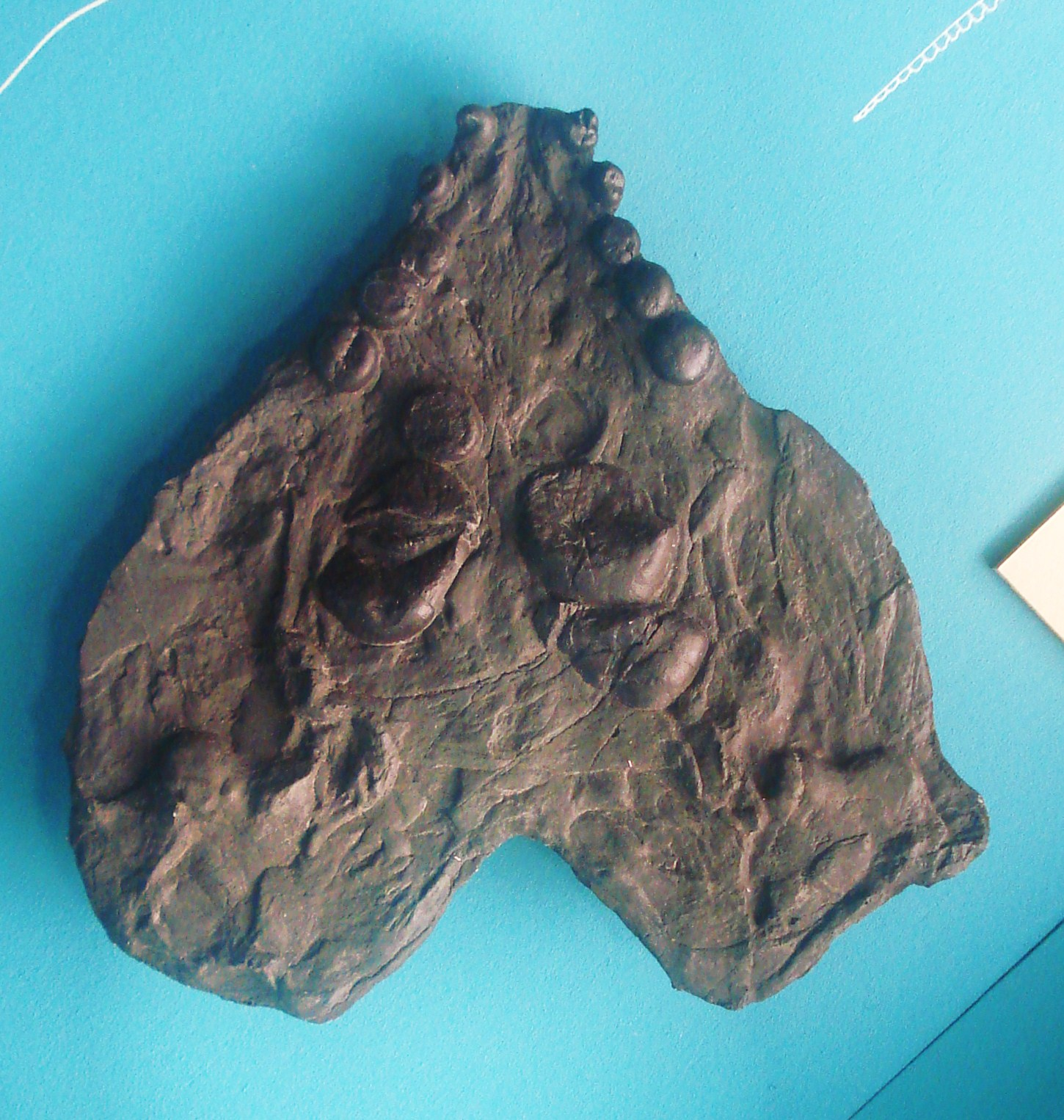
C. hildegardis的頭顱骨下側

豆齒龍是種有厚重護甲的水中動物，主要以貝類為食，並以牠強壯的頜部將食物從海床上拉出，並以牙齒壓碎。豆齒龍的身體，尤其是護甲，被描述成類似烏龜的板狀物。身體上方的甲殼有兩部分構成。較大的一半保護豆齒龍的頸部到臀部，並平展開來，幾乎包圍了四肢。較小的部份保護臀部到尾巴基部。甲殼本身由六角型或圓形骨板構成。頭顱骨呈心型且寬廣。
到目前為止，豆齒龍屬有六個已確認種：模式種C. rostratus、C. hildegardis、C. munsteri、C. tarnowitzensis、C. kuhnschneyderi以及2019年命名的C. orientalis。豆齒龍屬於豆齒龍科，生存於三疊紀中期的Priscochelys，原本被認為是種早期烏龜，可能也屬於豆齒龍科。